# طيران نوك
طيران نوك أو نوك أير (بالتايلندية:นกแอร์) هي شركة طيران منخفضة التكلفة ويقع مقرها في ساثرون في العاصمة بانكوك، تايلاند. يعتبر مطار دون موينغ قاعدة عمليات الشركة التشغيلية.

## التاريخ
تأسست الشركة في فبراير 2004م وبدأت عملياتها التشغيلية في يونيو 2004 , تم إعادة هيكلة الشركة في الفترة من 2007 و 2011 وتخلت عن 730 موظف علي دفعتين، بعد خطة الهيكيلة ركزت الشركة علي الرحلات الداخلية في تايلاند وأصبحت أكبر شركة تشغل وجهات داخلية في تايلاند.

## وجهات
طيران نوك لدية 30 وجهه داخلية من ابرزها:
- بانكوك
- تشيانغ مي
- تشيانغ ري
- هات ياي
- بوكيت
- محافظة ناخون سي تاممارات
- محافظة ودون تاني
- محافظة لويي
- محافظة بوريرام

## وصلات خارجية
- الموقع الرسمي للشركة (بالإنجليزية)
- تفاصيل طيران نوك (بالإنجليزية)